# Zaailing
Een zaailing is een jonge, uit zaad gegroeide of opgekweekte plant. Een zaailing kan zowel een kruidachtige als een houtachtige plant betreffen. De ontwikkeling van de kiemplant begint met de kieming. Zodra het eerste ware blad tevoorschijn komt, wordt de kiemplant een zaailing genoemd.
Planten kunnen zich, behalve uit zaad, ook vegetatief vermeerderen, bijvoorbeeld via een wortelstokken of uitlopers. Bij sommige zich met uitlopers uitbreidende grassen zijn individuele planten vaak niet meer te onderscheiden van spruiten aan uitlopers.

Zaailingen en kiemplanten
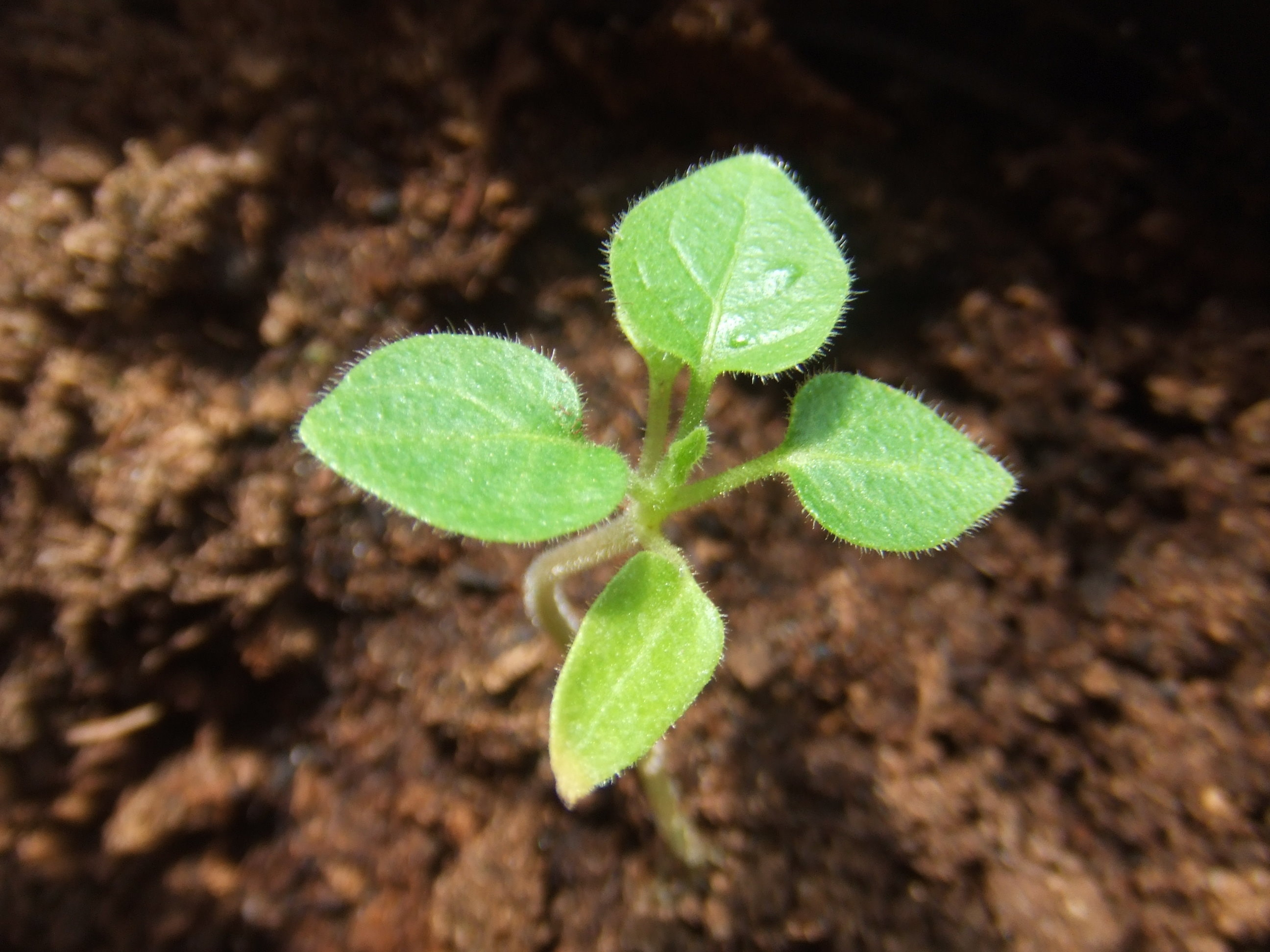
Tamarillo of boomtomaat (Cyphomandra betacea)
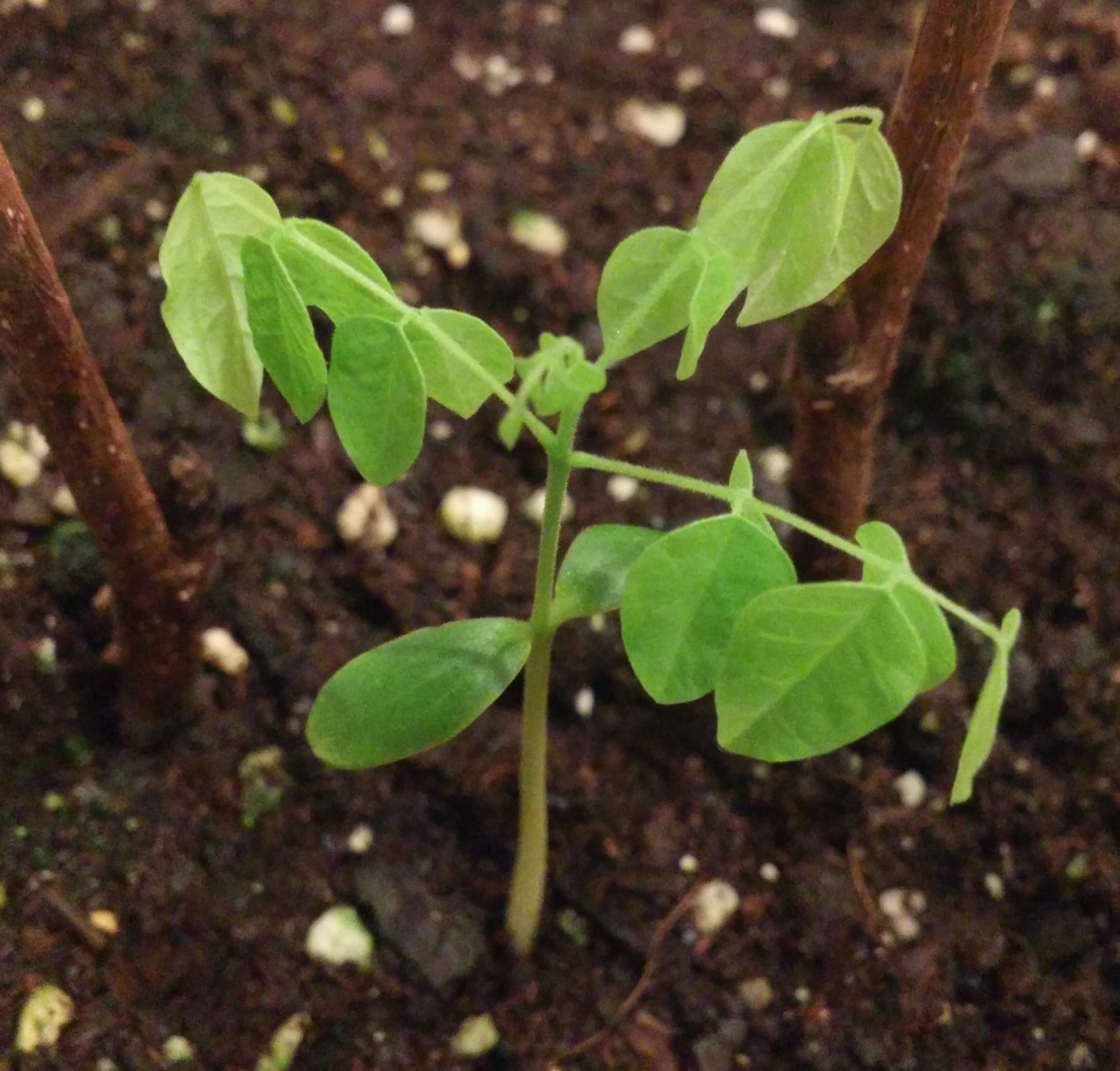
Carambola of blimbing manis (Averrhoa carambola)
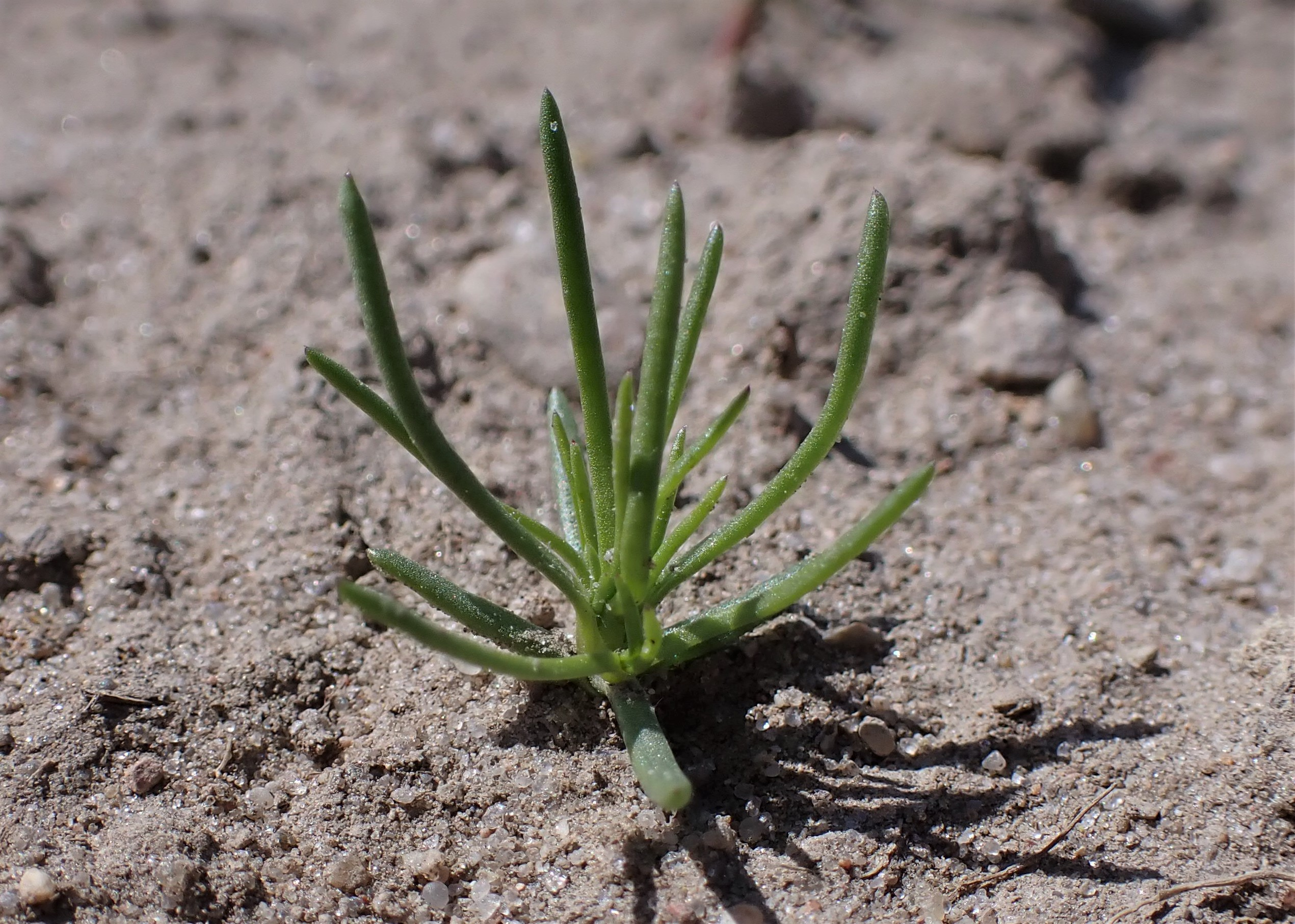
Gewone spurrie (Spergula arvensis)
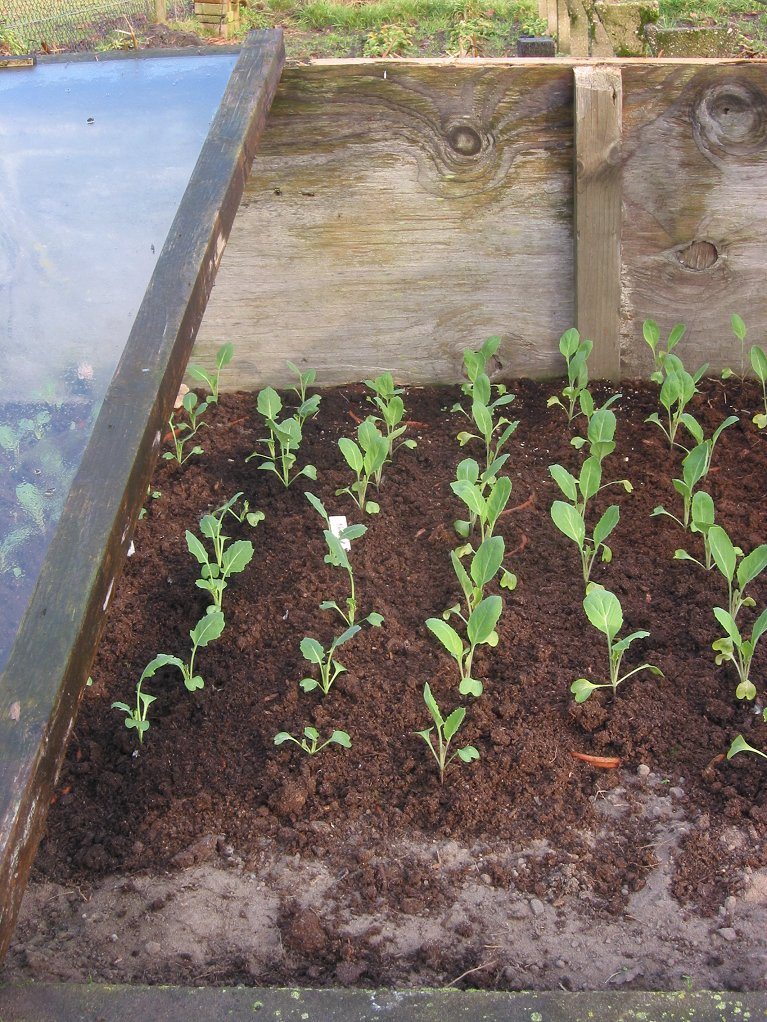
Bloemkool en broccoli
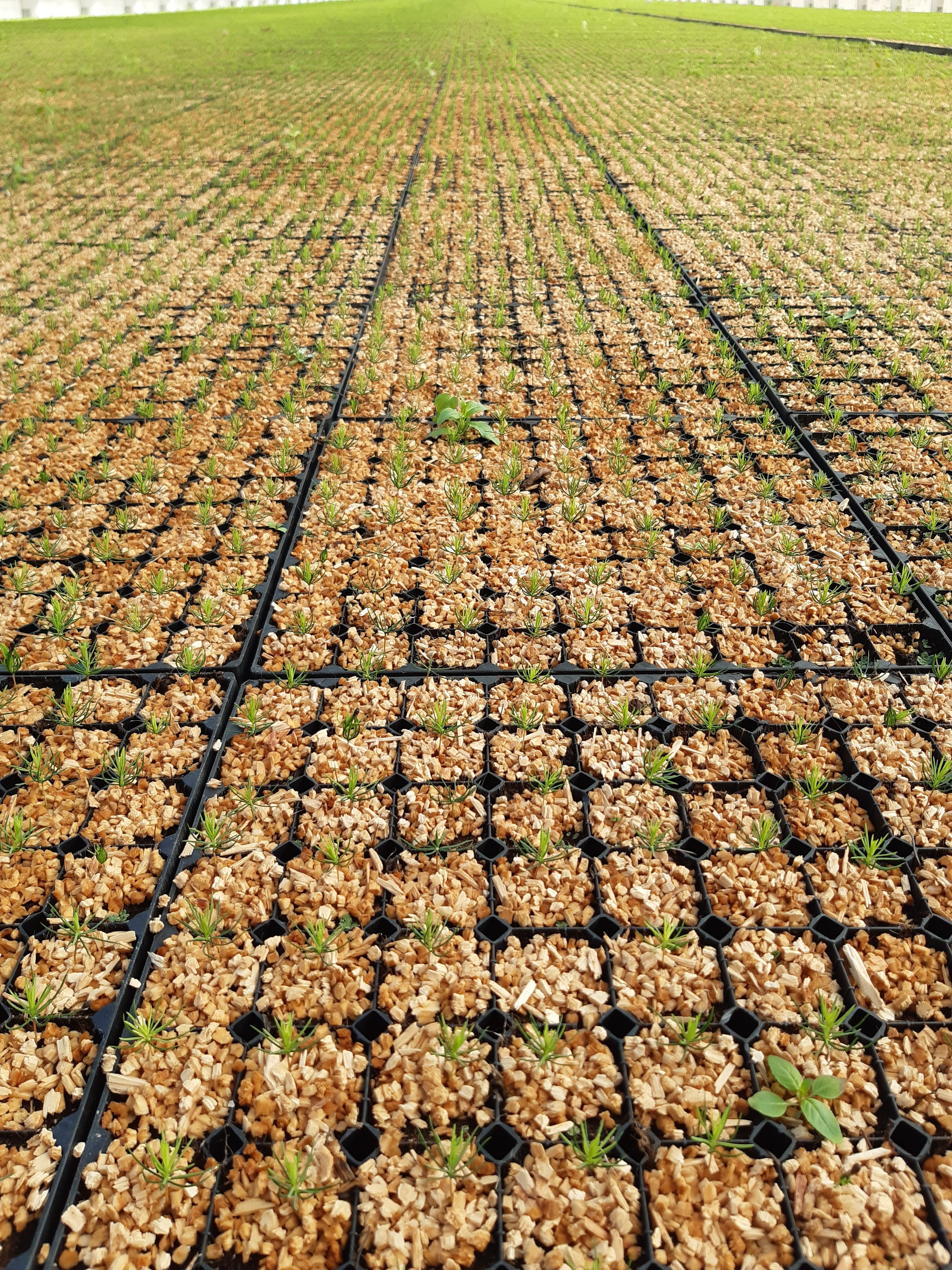
Fijnspar (Picea abies) in een boomkwekerij

## Kruidachtige planten
Eenjarige en tweejarige planten zaaien zich dikwijls flink uit en vormen grote hoeveelheden zaailingen.

## Bomen en struiken
Bij de opkweek van houtige planten (bomen en struiken) voor de bosbouw, zoals eik en beuk, wordt ook gebruikgemaakt van zaailingen. Een-, twee- en driejarige zaailingen kunnen nog eenvoudig worden verplant. Als bij het verplaatsen van de zaailing de penwortel beschadigd wordt, kan de volwassen boom later onstabieler zijn en bij harde wind makkelijker omwaaien.
Bij boomkwekers en tuincentra kunnen jonge zaailingen worden gekocht die zo'n 50 tot 100 cm in lengte zijn en al een houtachtige structuur hebben, bijvoorbeeld voor het aanleggen van een beukenheg of esdoornhaag.

## Bos
Voor het verjongen van bos wordt vaak uitgegaan van natuurlijke opslag uit zaad, maar voor de aanleg van nieuw bos wordt gebruikgemaakt van eenjarige en in mindere mate tot driejarige zaailingen. Dit wordt bosplantsoen genoemd.
In Nederland zijn vooral telers in de streek rond Zundert gespecialiseerd in het kweken van deze jonge boompjes en struikjes.